# Balanced Salt Solution
Eine Balanced Salt Solution (BSS) oder Vollelektrolytlösung ist eine Lösung mit gepuffertem pH-Wert, verschiedenen Elektrolyten und isotoner Salzkonzentration.

## Eigenschaften
BSS können nach ihrer Verwendung in zwei Gruppen eingeteilt werden: Erhalt des pH-Werts unter Luft (meist Phosphat-gepuffert, z. B. PBS) und Erhalt des pH-Werts unter Begasung mit 5 % Kohlenstoffdioxid (wie in einem CO2-Inkubator, meist Carbonat-gepuffert, z. B. Earle-Salze).
BSS enthalten verschiedene essentielle Salze in physiologischen Konzentrationen. Dadurch sind sie grundsätzlich (d. h. ohne weitere Zusätze) isoosmotisch. Die Osmolalität liegt zwischen 260 und 310 mOsm/kg H2O. Der pH-Wert liegt bei 7,4. Weiterhin sind sie pyrogenfrei und sterilfiltriert. Gelegentlich wird der pH-Indikator Phenolrot (0,015 g/l) oder der Energielieferant Glucose (1 bis 4,5 g/l, verändert die Osmolarität) zugesetzt. Unter Erhalt der Osmolarität kann 5 bis 20 mM HEPES zur Verstärkung der Pufferkapazität hinzugegeben werden, wenn im Gegenzug die Konzentration an Natriumchlorid stöchiometrisch entsprechend gesenkt wird.
Beispiele für BSS sind die Hanks-Salze, die Earle-Salze, die Tyrode-Lösung, die Alseversche Lösung, PBS, TBS, Puck-Salze, Gey-Salze, Ringer-Salze und Simm-Salze.
| Bestandteil     | Earle's BSS | Hanks' BSS | Puck's BSS | Dulbecco's PBS ohne Ca2+, Mg2+ | Dulbecco's PBS mit Ca2+, Mg2+ |
| --------------- | ----------- | ---------- | ---------- | ------------------------------ | ----------------------------- |
| NaCl            | 6,80        | 8,00       | 8,00       | 8,00                           | 8,00                          |
| KCl             | 0,40        | 0,40       | 0,40       | 0,20                           | 0,20                          |
| Na2HPO4 × 7 H2O |             | 0,10       | 0,29       |                                |                               |
| Na2HPO4         |             |            |            | 1,15                           | 1,15                          |
| NaH2PO4 × H2O   | 0,14        |            |            |                                |                               |
| KH2PO4          |             | 0,06       | 0,15       | 0,20                           | 0,20                          |
| CaCl2           | 0,20        | 0,14       | 0,012      |                                | 0,10                          |
| MgCl2 × 6 H2O   |             | 0,10       |            |                                | 0,10                          |
| MgSO4 × 7 H2O   | 0,20        | 0,10       | 0,154      |                                |                               |
| Glucose         | 1,00        | 1,00       | 1,10       |                                |                               |
| Phenolrot       | 0,01        | 0,01       | 0,005      |                                |                               |
| NaHCO3          | 2,20        | 0,35       |            |                                |                               |
| Gasphase        | 5 % CO2     | Luft       | Luft       | Luft                           | Luft                          |

## Anwendungen
Sie werden in der Zellkultur zum Waschen oder zur kurzzeitigen Aufbewahrung von tierischen Zellen und zur Verdünnung von Kulturmedien verwendet. Weiterhin werden sie als isotone Lösung in der Chirurgie zur Spülung des Operationsgebiets verwendet.

## Geschichte
Alle BSS leiten sich von der Ringer-Lösung ab, welche ursprünglich für Herzmuskelzellen von Amphibien entwickelt wurde. In direkter Folge wurde für Säugetierzellen die Tyrode-Lösung entwickelt.